# Dicranomyia flagellifer
Dicranomyia flagellifer là một loài ruồi trong họ Limoniidae. Chúng phân bố ở miền Australasia.